# Acartia sarojus
Acartia sarojus is een eenoogkreeftjessoort uit de familie van de Acartiidae. De wetenschappelijke naam van de soort is voor het eerst geldig gepubliceerd in 1994 door Madhupratap & Haridas.